# Witoogprinia
De witoogprinia (Schistolais leontica; synoniem: Prinia leontica) is een zangvogel uit de familie Cisticolidae. Het is een bedreigde vogelsoort in een beperkt gebied in West-Afrika. 

## Kenmerken
De vogel is 14 tot 15 cm lang. Het is een kleine, grijze vogel met een lange staart. Het grijs op de borst wordt naar de buik toe steeds lichter, de buik is licht okerkleurig. Een opvallend kenmerk is verder het lichte oog.

## Verspreiding en leefgebied
Deze soort komt voor in oostelijk Sierra Leone, zuidelijk Guinee en zuidwestelijk Ivoorkust. De leefgebieden liggen in bergachtig gebied tussen de 700 en 1600 meter boven zeeniveau, in struikgewas in het overgangsgebied tussen beekoevers, watervallen en natuurlijk hellingbos.

## Status
De witoogprinia heeft een beperkt verspreidingsgebied en daardoor is de kans op uitsterven aanwezig. De grootte van de populatie werd in 2017 door BirdLife International geschat op 1000 tot 2500 volwassen individuen en de populatie-aantallen nemen af door habitatverlies. Het leefgebied wordt aangetast door ontbossing door mijnbouwactiviteiten. Daarnaast wordt bos aangetast door zich uitbreidende zwerflandbouw. Om deze redenen staat deze soort als bedreigd op de Rode Lijst van de IUCN.